# لودا خالاما
لودا خالاما (لهستانی: Loda Halama؛ ‏ ۲۰ ژوئیهٔ ۱۹۱۱ – ۱۳ ژوئیهٔ ۱۹۹۶) هنرمند رقص و بازیگر اهل لهستان بود.
از فیلم‌ها یا مجموعه‌های تلویزیونی که وی در آن‌ها نقش داشته است، می‌توان به یک همسر سیاستمدار اشاره نمود.